# Старата гвардия
„Старата гвардия“ (на английски: Dad's Army) е британска ситуационна комедия на BBC за Британската домашна охрана по време на Втората световна война, създаден от Джими Пери и Дейвид Крофт. Излъчва се по BBC от 1968 до 1977 г. Сериалът се състои от 9 сезона – общо 80 епизода, има и радио версия, базирана по телевизионния сценарий, пълнометражен филм и постановка. Сериалът редовно се гледа от 18 милиона зрители.

## Сюжет
Старата гвардия е отбранителна бойна единица, под командването на кап. Мейнъринг и неговия асистент, серж. Уилсън. Този голям взвод е абсолютно неподготвен да отблъсне каквато и да било атака на нацистите и нито един боец в него не може да се сражава като хората.
Редник Фрейзър е един мрънкащ шотландец, ефрейтор Джоунс е твърде стар за каквото и да е, а маминото синче, редник Пайк, току-що е завършил училище. Останалите ентусиасти от Гвардията не са много по-различни.

## Актьорски състав
- Артър Лоу – Капитан Джордж Мейнуаринг
- Джон Льо Мезюрие – Сержант Артър Уилсън
- Клайв Дън – Джак Джоунс
- Джон Лори – Редник Джеймс Фрейзър
- Джеймс Бек – Редник Джо Уокър
- Арнолд Ридли – Редник Чарлс Годфри
- Иън Лавъндър – Редник Франк Пайк

## „Старата гвардия“ в България
В България сериалът е излъчен по Нова телевизия с български дублаж през 2004 г. с превода на Златна Костова. Дублажът е на Арс Диджитал Студио, чийто име не се споменава.